# São João Batista (Santiago)
Nota linguística: Com a entrada em vigor do Novo Acordo Ortográfico este topónimo passará a ser grafado São João Batista.
São João Batista é uma freguesia de Cabo Verde. Pertence ao concelho da Ribeira Grande e à ilha de Santiago. A sua área coincide com a Paróquia de São João Batista, e o feriado religioso é celabrado a 24 de junho, dia da São João.
A freguesia de São João Batista é dividida em algumas zonas: Chã de Igreja, Gouveia, Alto Gouveia, Chã Gonçalves e Alfaroba.
As principais actividades das zonas:
As zonas Chã de Igreja, Alto Gouveia, Chã Gonçalves e Alfaroba são as zonas que trabalham mais com a agricultura e criação de gado e a zona de Gouveia é uma que está mais ligado a área da pesca devido a sua localização geográfica.

## Estabelecimentos
- Achada Loura  (pop: 403)
- Alfaroba (pop: 67)
- Beatriz Pereira (pop: 66)
- Belém (pop: 382)
- Chã de Igreja (pop: 210)
- Chã Gonçalves (pop: 169)
- Chuva Chove
- Delgado
- Mosquito da Horta (pop: 118)
- Pico Leão (pop: 572)
- Porto Gouveia (pop: 534)
- Porto Mosquito (pop: 819)
- Santa Ana (pop: 957)
- Santa Clara (pop: 5)
- Tronco (pop: 166)